# (6310) Jankonke
(6310) Jankonke  es un asteroide del cinturón principal perteneciente al cinturón de asteroides, región del sistema solar que se encuentra entre las órbitas de Marte y Júpiter.
Fue descubierto el 21 de mayo de 1990 por Eleanor F. Helin desde el observatorio Palomar.

## Designación y nombre
Designado provisionalmente como 1990 KK fue nombrado en honor de Janis L. Konke, abogada y amiga de Eleanor F. Helin.

## Características orbitales
Jankonke está situado a una distancia media del Sol de 1,913 ua, pudiendo alejarse hasta 1,974 ua y acercarse hasta 1,853 ua. Su excentricidad es 0,032 y la inclinación orbital 23,592 grados. Emplea 966,63 días en completar una órbita alrededor del Sol.
Pertenece a la familia de asteroides de (434) Hungaria.

## Características físicas
La magnitud absoluta de Jankonke es 14,26. Tiene 3,709 km de diámetro y su albedo se estima en 0,388.